# John McDougall
John McDougall (Union, ... – San Francisco, 30 marzo 1866) è stato un politico statunitense.
È stato il secondo governatore della California, in carica dal gennaio 1851 al gennaio 1852. In precedenza, dal dicembre 1849 al gennaio 1851, è stato il vice-governatore della California con Peter Hardeman Burnett alla guida dello Stato.